# Medina
Medina (AFI: /meˈdina/; in arabo المدينة المنوّرة‎?, al-Madīna al-munawwara, "La città illuminatissima") è una città dell'attuale regione saudita del Hijāz, nella penisola araba. Sorge in un'oasi ed è nota fin dai tempi più antichi in quanto ricordata col nome di Yathrib negli Annali di epoca assira.
Ai non musulmani è permesso l'ingresso in città, ma non è consentito l'ingresso nelle moschee e nei luoghi di culto.

## Storia

### Yathrib
Medina nel VII secolo d. C. si chiamava ancora Yathrib (in arabo يثرب‎?) e tale toponimo compare già nelle Cronache assire del IX secolo a.C. e come Yatrippa esso figura nelle opere geografiche romane, specialmente redatte dopo la spedizione nella penisola araba condotta all'epoca dell'imperatore Augusto dal prefetto Elio Gallo, che riuscì a penetrare (senza però poterli assoggettare) nel regno degli Homerites (Himyariti) che governavano le ambite regioni meridionali da dove giungeva il prezioso incenso.
La città-oasi fu, con ogni probabilità, a lungo dominata da tribù ebraiche (secondo alcuni, ebraizzate). Entrata in contatto fecondo con il regno dei Lakhmidi di al-Hira, Yathrib mantenne una precisa vocazione agricola anche se non le mancava un fiorente artigianato incentrato sulle complesse tecniche metallurgiche di cui erano depositari proprio gli Ebrei locali, che si dedicavano con successo anche a lavori di gioielleria e alla produzione di armi e armature.

Le tre tribù ebraiche (i Banū Naḍīr, i Banū Qurayẓa e i Banū Qaynuqāʿ) dovettero con l'andar del tempo cedere spazio politico all'elemento arabo che, inurbandosi, aveva lentamente modificato a proprio vantaggio gli equilibri demografici di Yathrib.

Le tribù israelitiche furono perciò costrette a confederarsi con le due tribù arabe dei Banū Khazraj e dei Banū Aws, di recente immigrazione ma di crescente peso numerico.

### Medina

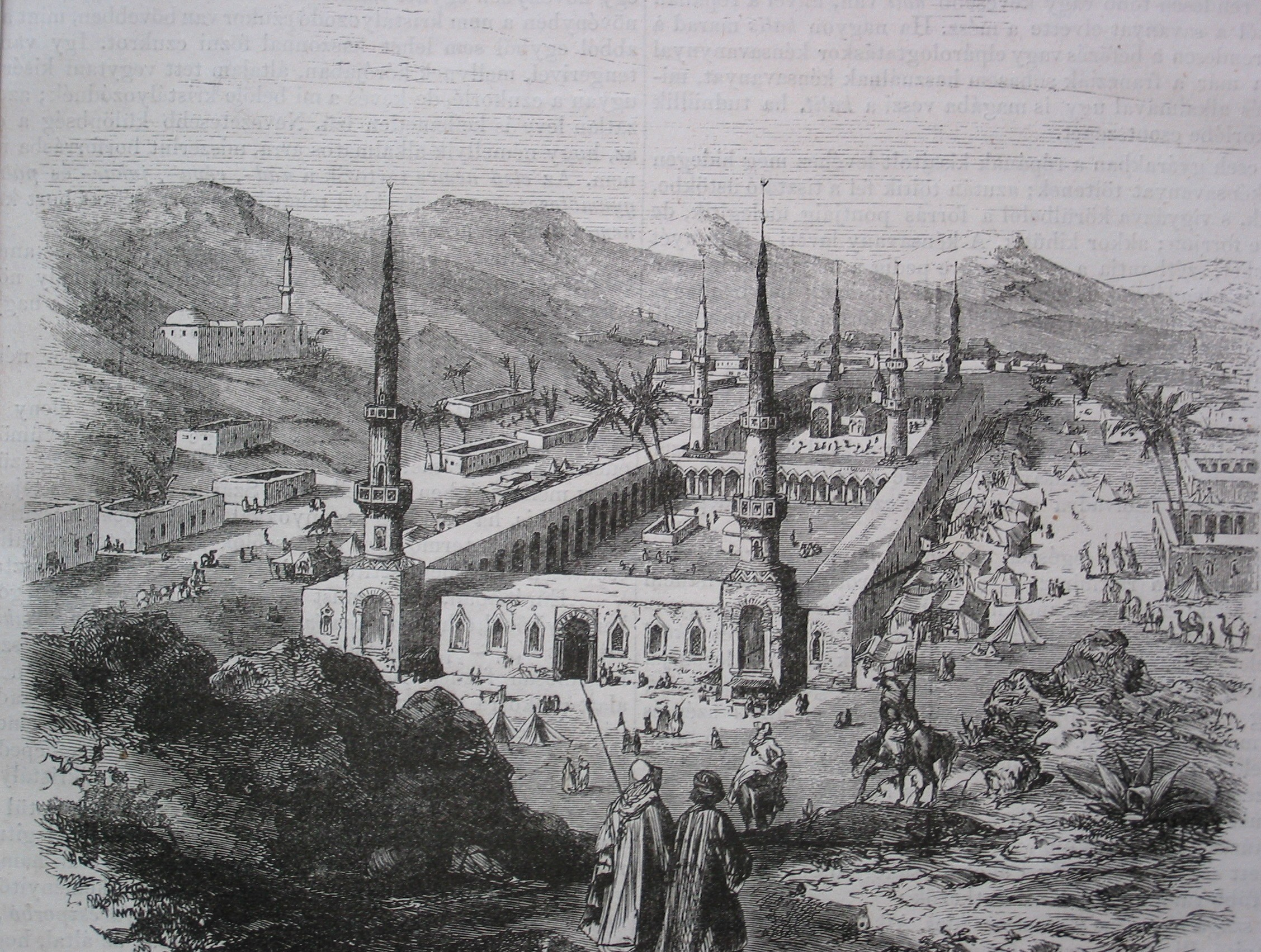
La grande Moschea di Medina
con la tomba del Profeta (incisione del XIX secolo)

L'eterogeneità etnica e religiosa di Yathrib si espresse in crescenti tensioni che raggiunsero l'acme nel 620 nella cosiddetta "giornata di Buʿāth" (yawm Buʿāth), uno scontro che portò alla chiamata in città, in veste di arbitro (ḥākam) della sanguinosa contesa, di Maometto, che incontrava notevoli difficoltà e crescenti ostilità coi suoi concittadini. Il trasferimento di Maometto e dei suoi fedeli a Yathrib si realizzò a partire dal 16 luglio 622, data ricordata dai musulmani come inizio dell'"Egira" e i musulmani presero in breve a chiamare Yathrib, Madīnat al-Nabī, "la città del Profeta": Medina, appunto.

Qui si costituì, con un patto che coinvolse anche pagani e israeliti, la prima comunità musulmana (Umma) e qui si presero tutte le decisioni politiche più importanti fino all'epoca del quarto successore (califfo) di Maometto, il cugino e genero ʿAlī ibn Abī Tālib. Per questo Medina è considerata unanimemente la seconda città santa dell'Islam, dopo la sola La Mecca e, al pari di essa, è vietato l'ingresso a chi non è di fede islamica.
Malgrado l'ostilità delle autorità saudite, Medina è ancor oggi oggetto di pie visite, con la cosiddetta ziyāra, da parte di pellegrini che vogliono rendere omaggio alla tomba del Profeta e a quella dei suoi due successori, inumati in quella che è da tempo chiamata la Moschea del Profeta.
La visita avviene nel corso della ʿumra, il pellegrinaggio islamico non obbligatorio che si può compiere in tutti i mesi lunari non riservati al pellegrinaggio canonico (hajj).
Nella città ha sede un'importante università islamica.

## Monumenti e luoghi di interesse

### Architetture religiose
- Moschea del Profeta
- Moschea di As-Sabaq
- Moschea Quba
- Moschea al-Qiblatain